# トーキョー・アダージョ
『トーキョー・アダージョ』（Tokyo Adagio）は、チャーリー・ヘイデンとゴンサロ・ルバルカバのデュオによるライブ・アルバム。2005年3月に日本のブルーノート東京で録音され、ヘイデンの没後の2015年に発表された。

## 背景
ヘイデンは1986年にキューバでルバルカバと出会い、1990年にはモントルー・ジャズ・フェスティバルでルバルカバのサイドマンを務め、その後も『The The Montreal Tapes』（1998年）、『ノクターン』（2001年）、『ランド・オブ・ザ・サン』（2004年）といったリーダー・アルバムでルバルカバを迎えた。本作は生前のヘイデンの意向により制作され、ヘイデンは共同プロデューサーのジャン＝フィリップ・アラールと共に、ライブ録音を聴き返して選曲に携わった。

## 評価
コーマック・ラーキンは『アイリッシュ・タイムズ』のレビューで5点満点中4点を付け「情熱的な心を持つ優れたピアニストと、彼の歌心を包容力・共感力に満ちた演奏で引き立てるベーシストの、穏やかな会話」と評している。PopMattersのレビューでは10点満点中8点となり「2001年の名盤『ノクターン』を含む、両名による一級品の録音を知る人々は、この東京公演が素晴らしい成果に至ったことを当然と思うだろう」と評された。また、『CDジャーナル』のミニ・レビューでは「テクニックはもとより巧みな選曲と構成が素晴らしく、きわめてレベルの高い作品となっている」と評されている。

## 収録曲
1. 世界の果てで - "En la Orilla del Mundo (The Edge of the World)" (Martín Rojas) - 9:05
2. マイ・ラヴ・アンド・アイ - "My Love and I" (David Raksin, Johnny Mercer) - 11:54
3. ホエン・ウィル・ザ・ブルース・リーヴ - "When Will the Blues Leave" (Ornette Coleman) - 8:29
4. サンディーノ - "Sandino" (Charlie Haden) - 5:47
5. ただ一度だけ - "Solamente Una Vez (You Belong to My Heart)" (Agustín Lara) - 9:12
6. トランスペアレンス - "Transparence" (Gonzalo Rubalcaba) - 7:19

## 参加ミュージシャン
- チャーリー・ヘイデン - ベース
- ゴンサロ・ルバルカバ - ピアノ